# Türkische Brigade
Die Türkische Brigade (türkisch: Türk Tugayı) war eine Infanterieeinheit der Türkischen Streitkräfte während des Koreakriegs.

## Hintergrund
Am 25. Juli 1950 beschloss die türkische Regierung die Entsendung von drei Infanteriebataillonen sowie einem Artilleriebataillon mit einer Gesamtstärke von 5.000 Mann, um unter der Flagge der Vereinten Nationen im Koreakrieg zu kämpfen. Somit war die Türkei nach den USA der zweite Staat, der der in der 83. Resolution des UN-Sicherheitsrats geäußerten Bitte folgte. Die Türken kämpften mit den Südkoreanern gegen Nordkorea und China.

## Verluste
721 Soldaten, darunter 37 Offiziere, der Türkischen Brigade starben während der Kampfhandlungen, weitere 2.147 wurden verletzt und 175 gelten als vermisst. 234 Soldaten gerieten in Kriegsgefangenschaft.